# NGC 886
NGC 886 is een open sterrenhoop in het sterrenbeeld Cassiopeia. Het hemelobject werd op 30 oktober 1829 ontdekt door de Britse astronoom John Herschel.